# Revier (Tier)

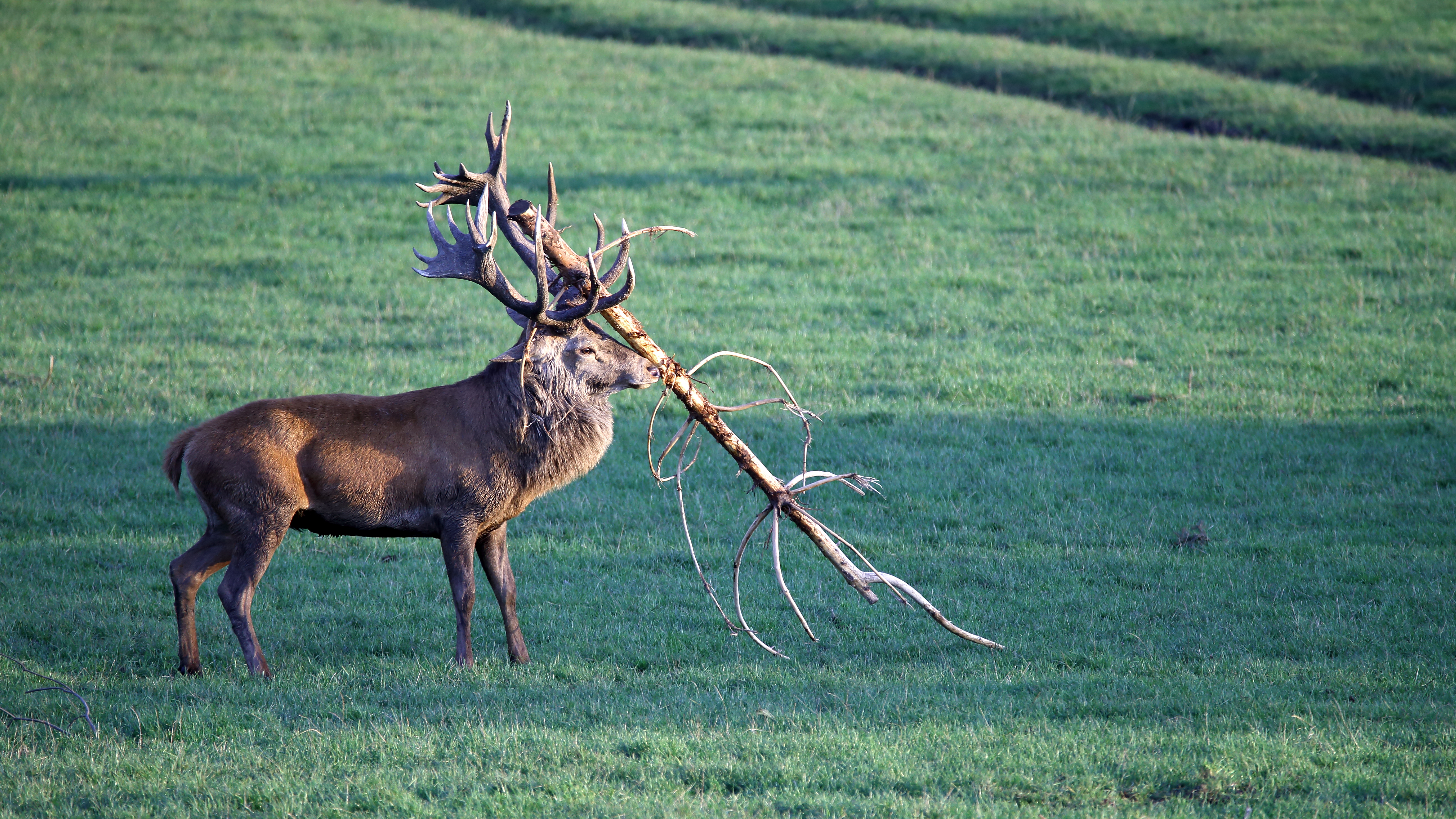
Markierender Rothirsch

Das Revier eines Tieres wird oft auch Territorium genannt und bezeichnet ein Habitat, das ein Tier oder eine Gruppe von Tieren durch Territorialverhalten oder Revierverhalten gegen Artgenossen oder andere Angreifer, die Nahrungs- und/oder Sexualkonkurrenten darstellen, verteidigen. So werden diese gehindert, einzudringen oder gar auf Dauer ansässig zu werden.
Durch das Setzen von Reviermarken – beispielsweise durch Duftstoffe, Lautäußerungen (zum Beispiel Vogelgesang), das Drohverhalten und das agonistische Verhalten – können Reviere markiert werden; Hunde und Katzen urinieren beispielsweise auf Pflanzen oder große Steine und setzen so Duftmarken.
Vom Revier zu unterscheiden sind die meist größeren Streifgebiete, die von mehreren Individuen regelmäßig aufgesucht werden. Im Gegensatz zum Revier werden sie nicht aktiv verteidigt, so dass sich die Streifgebiete rivalisierender Tiergruppen überlappen können, nicht aber deren Reviere. Man kann das Territorium daher auch als jenen Teil des Streifgebiets definieren, der gegen Artgenossen verteidigt wird. Zum Beispiel durch Revierkämpfe oder nach dem Tod eines Revierinhabers können sich die Grenzen von Revier und Streifgebiet verändern. Weiter zu unterscheiden ist der Aktionsraum.

## Bedeutung und Vorteile
Ein Revier stellt für das Tier eine Ansammlung von Ressourcen dar. Es bietet ihm Nahrung, Platz (evtl. auch Unterschlupf, Nistgelegenheit) und potenzielle Partner. Dies erklärt auch die oft hartnäckige Verteidigung gegen mögliche Konkurrenten.
Man unterscheidet zwischen sechs verschiedenen Revierformen: dem Einzelrevier, dem Gruppenrevier, dem Brutrevier, dem Jagdrevier, dem Fortpflanzungsrevier und dem Schlafrevier.
Laut Grzimeks Tierleben, Sonderband Verhaltensforschung hat „das Revierverhalten nicht nur für das Einzeltier, sondern auch für die Gesamtpopulation Vorteile“ wie folgt:
- Durch das Abgrenzen von Revieren werden Artgenossen auf Distanz gehalten, so dass die Art sich über ein größeres Gebiet ausbreitet.
- Bei revierbildenden Arten pflanzen sich in der Regel nur jene Individuen fort, die ein Revier erfolgreich besetzen und verteidigen können. Revierverhalten ist daher ein Mechanismus der Nachwuchskontrolle.
- Individuen, die kein Revier besetzen konnten, bilden eine innerartliche „Reserve“ und können Revierbesitzer ersetzen, die Feinden, Unfällen oder Krankheiten zum Opfer fallen.
- Der durch Reviere bedingte relativ große Abstand der Aufenthaltsorte von Jungtieren erschwert es potenziellen Räubern, Jungtiere zu erbeuten, da sie jeden einzelnen Ort gesondert suchen und finden müssen.

## Territorialverhalten bei Wirbeltieren

### Säugetiere

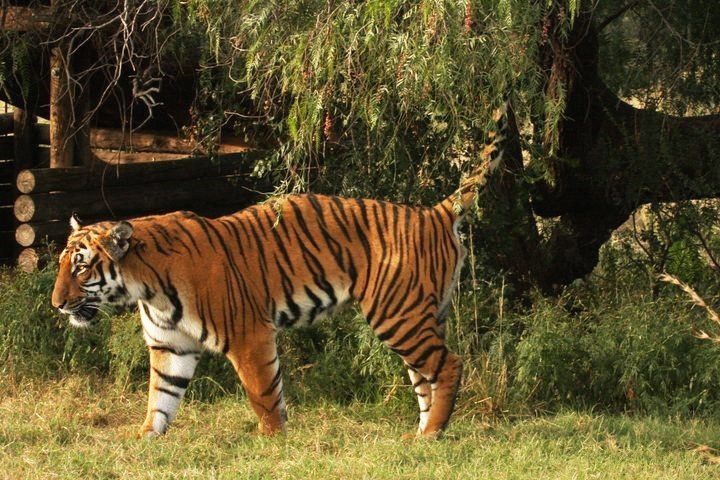
Männchen des Südchinesischen Tigers hinterlässt Duftmarkierungen.

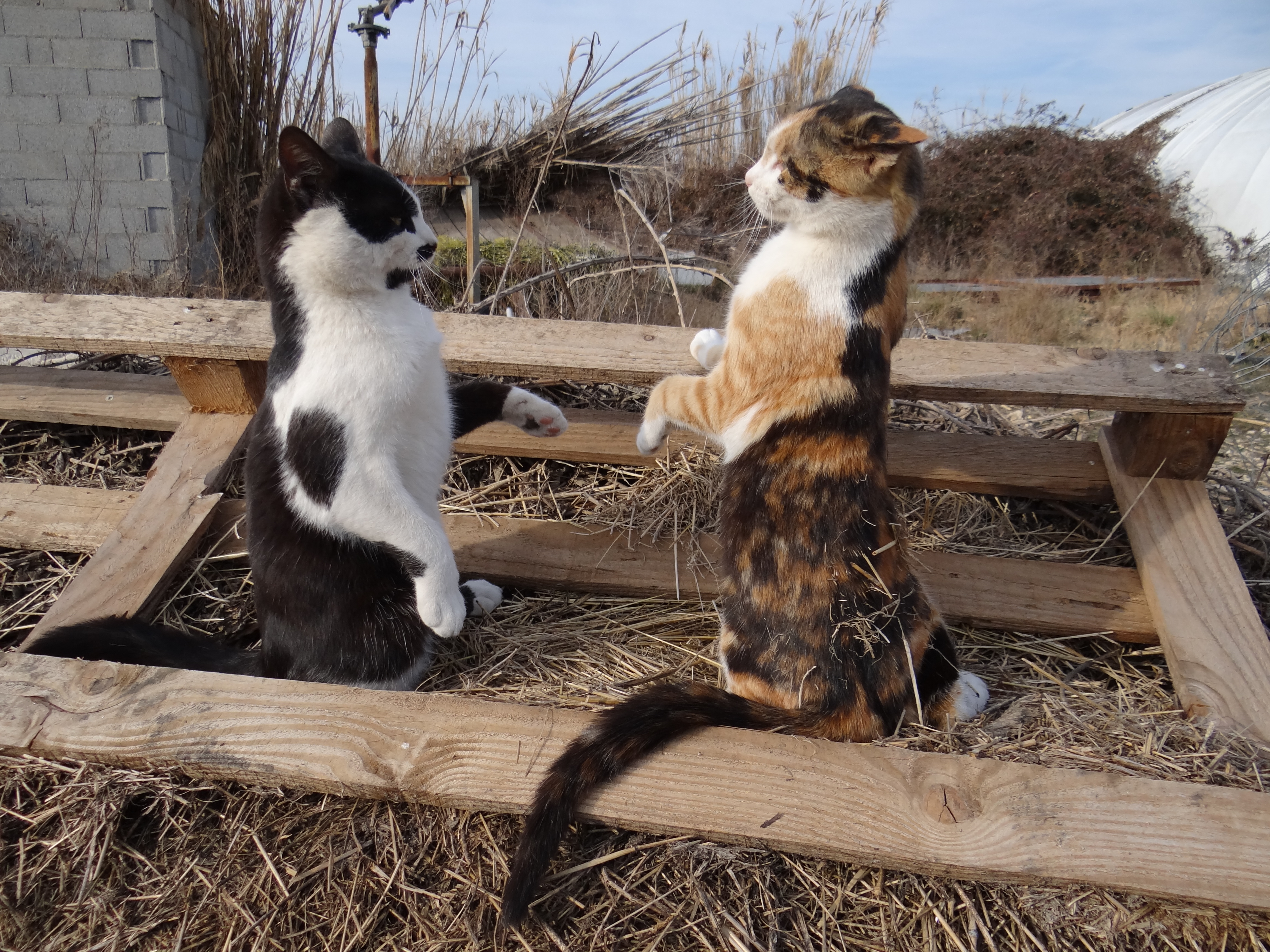
Zwei Hauskatzen zeigen Drohstellungen im Kampf um ein Revier.

Viele fleischfressende Säugetiere wie die meisten Raubtiere verhalten sich territorial, aber auch einige Pflanzenfresser besetzen und verteidigen ein Revier, so etwa der Gabelbock.
Der ausgeprägte Geruchssinn der meisten Säugetiere erlaubt es ihnen, ihr Revier fast ausschließlich durch Duftmarkierungen wie Urin, Kot oder Hautfetzen zu kennzeichnen. Duftmarkierungen können verschiedene Zwecke erfüllen: Sie können der Kennzeichnung von Wegen, für Alarmsignale, der Erkennung von Artgenossen und anderer Arten und der sexuellen Anwerbung dienen. Hauptsächlich jedoch markieren sie das Revier einzelner Individuen.
Die Größe von Raubtier-Revieren ist stark variabel. Territorien von Tüpfelhyänen beispielsweise sind zwischen weniger als 40 km² im Ngorongoro und mehr als 1000 km² in der Kalahari groß. Beim Tiger verhalten sich sowohl Männchen als auch Weibchen territorial, wobei das Revier des Männchens mit 50 bis 300 km² meist größer als das des Weibchens ist, und treffen sich nur zur Paarungszeit.
In Zoos werden territoriale Raubtiere oft auf kleinem Raum gehalten. Eine Auswertung von über 1200 Studien, durchgeführt im Jahr 2000 durch Ros Clubb und Georgia Mason von der University of Oxford, ergab, dass unter 35 Arten der Eisbär am meisten unter der Zoohaltung litt. In Zoos lebt er teilweise auf nur einem Millionstel des mehr als 1000 km² großen Reviers in freier Wildbahn. Das hat zur Folge, dass Individuen in Tiergärten ein Viertel des Tages mit der stereotypen Störung des ständigen Hin- und Herlaufens verbringen und die Geburtensterblichkeitsrate bei 65 % liegt. Der Braunbär mit einem deutlich kleineren Territorium in freier Wildbahn dagegen trottet nur ein Zehntel des Tages hin und her und hat eine geringe Geburtensterblichkeitsrate.
Auch Haushunde und -katzen haben Reviere. Dies sind dann meistens Häuserblocks oder Straßenzüge in der näheren Umgebung der Wohnung. Kater markieren beispielsweise manchmal eine Wohnung, indem sie Urin auf der Wohnungseinrichtung verspritzen oder ihre Krallen an Türrahmen wetzen, wodurch Pheromone aus den Fußballen abgegeben werden.

### Vögel

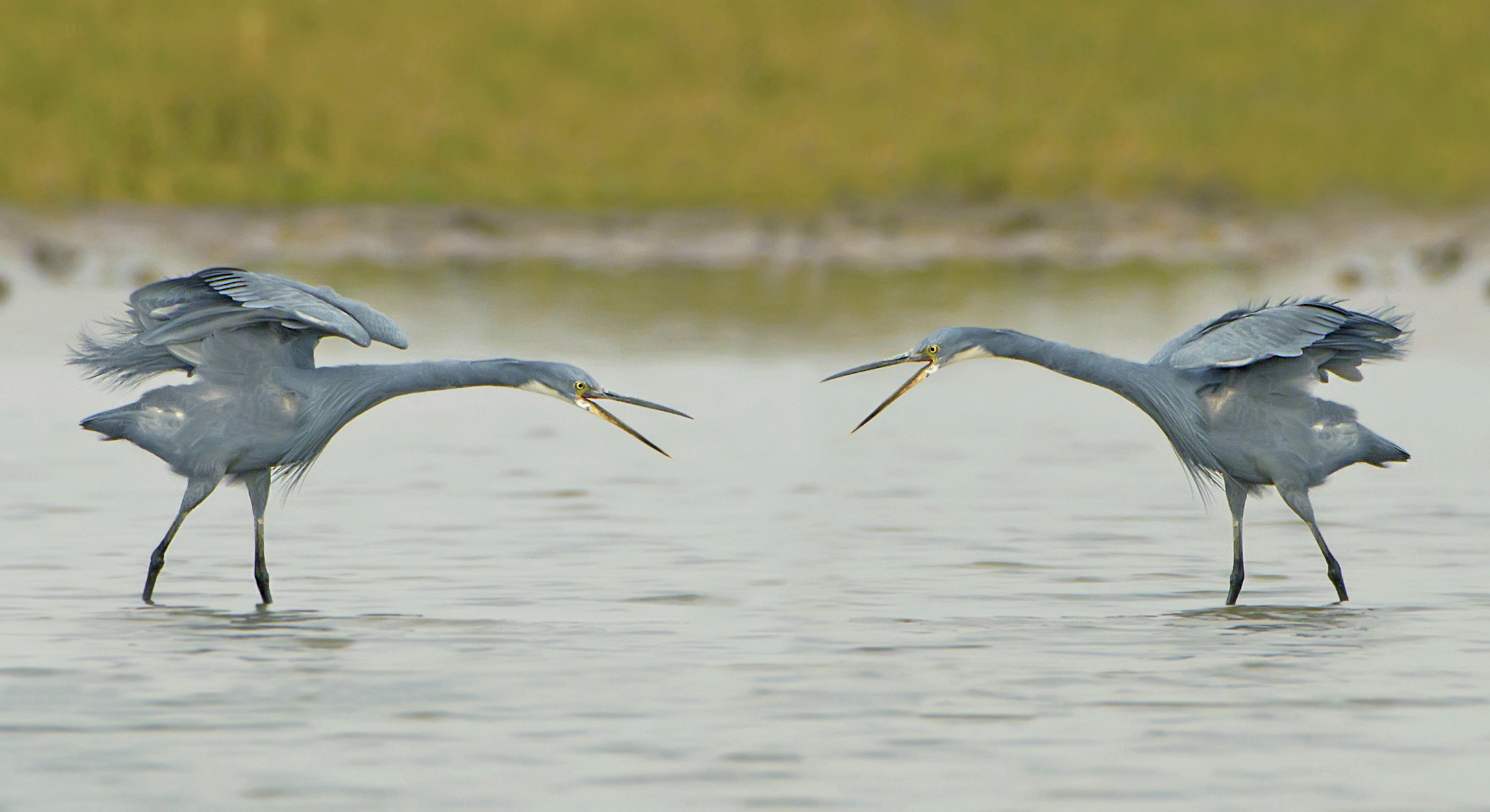
Zwei Küstenreiher beim Revierkampf

Die meisten Vögel zeigen Revierverhalten, selbst wenn es nur darum geht, während der Brutzeit das eigene Nest zu verteidigen. Es werden sechs Arten von Revieren unterschieden:
- Typ A: Ein „Allzweckrevier“, in dem etwa Balz, Paarung, Brut und Nahrungssuche stattfinden. Viele Singvögel verteidigen ein Typ-A-Territorium.
- Typ B: Ein Revier, das primär Fortpflanzungszwecken wie Paarung und Brut dient; die Nahrungssuche erfolgt außerhalb des Gebiets. Solche Territorien werden etwa von männlichen Rotflügelstärlingen besetzt.
- Typ C: Ein sehr kleines Revier, das nur das Nest und einen kleinen umgebenden Bereich umfasst. In Kolonien brütende Wasservögel wie Basstölpel nutzen Typ-C-Reviere.
- Typ D: Ein Revier, das allein der Balz und Paarung dient. Solche Territorien sind typisch für Männchen der Arten, die im Lek balzen.
- Typ E: Ein Revier, das während der Rast auf einer Wanderung kurzfristig besetzt wird.
- Typ F: Ein Überwinterungsrevier, was Nahrungsangebote und Schlafplätze bietet. Es wird nur außerhalb der Brutzeit besetzt, bei ziehenden Arten auch im Winterquartier. Zum Beispiel die nordamerikanische Einsiedlerdrossel verteidigt Reviere in Mittelamerika, in denen sie sich im Winter aufhält.

Das Territorialverhalten bei Vögeln besteht hauptsächlich aus Gesang und Fluganzeigen; kommt ein Angreifer zu nahe, wird dieser verfolgt und gegebenenfalls auch angegriffen. Viele Bodenbrüter wie der Sandregenpfeifer verhalten sich in der Brutzeit ausgesprochen territorial und versuchen Angreifer durch sogenanntes Verleiten von ihrem Nest wegzulocken. Dabei stellen sie sich schwer verletzt und können den Feind so in vielen Fällen von ihren Eiern oder Küken ablenken. Einige Raubvögel wie der Seeadler hingegen verteidigen ihr Revier so vehement vor allem gegen Artgenossen, dass es häufig zu tödlichen Kämpfen um ein Territorium kommt.
Uhus hinterlassen während der Brutzeit gut sichtbare weiße Kothaufen und Federn rund um ihr Nest. Es wird spekuliert, ob dies auch eine Art der Reviermarkierung ist.
Die Größe von Vogelrevieren variiert stark, selbst innerhalb einer Art. Sie hängt etwa vom Platz- und Nahrungsbedarf des Vogels, den örtlichen Gegebenheiten (z. B. Nahrungsangebot) und der Bevölkerungsdichte ab. Denn umso dichter ein Gebiet von einer Art besiedelt ist, desto weniger Platz bleibt für ein einzelnes Individuum übrig. Steinadler besetzen etwa ein Gebiet von bis zu 90 km², Koloniebrüter wie Möwen beschränken sich hingegen auf wenige Quadratmeter.
Interspezifisches (zwischenartliches) Revierverhalten tritt hauptsächlich zwischen zwei sehr ähnlichen und verwandten Vogelarten auf, wenn aufgrund von Ressourcenknappheit Vertreter mehrerer Arten dieselbe Nahrungsquelle beanspruchen, wie es etwa in kargen oder begrenzten Lebensräumen wie z. B. auf Inseln der Fall ist. Auf einer schottischen Insel verteidigen etwa Kohlmeisen und Buchfinken, die ähnliche Lebensräume bewohnen sowie die gleiche Nahrung fressen, ihr Territorium gegeneinander, während dies auf dem Festland nicht zu beobachten ist, was vermutlich daran liegt, dass die Insel nicht so viele Ressourcen wie das Festland bietet.
Außerdem verteidigen einige Vögel ihr Revier gegen Insekten. Bei manchen Kolibris wurde etwa beobachtet, dass sie Bienen und Schmetterlinge von Nektarquellen vertreiben.

### Reptilien
Viele Echsen zeigen Territorialverhalten. Die Reviere der meist einzelgängerisch lebenden Männchen dienen der Nahrungssuche, der Paarung, der Eiablage und der Aufzucht der Jungen und werden durch Drohstellungen und -bewegungen gegen andere Männchen, nicht gegen Weibchen und Jungtiere verteidigt. Fast alle kargen Reviere sind gleich groß, da meist kein Platzmangel besteht und zwei Reviere selten direkt aneinandergrenzen. Außerdem liegen sie nahezu immer in offenem Land wie Gras- oder Wüstenlandschaften, die ein recht knappes Nahrungsangebot bieten. Ist die Umgebung abwechslungs- und nahrungsreicher, variieren die Größen der Reviere und sind vom Durchsetzungsvermögen der einzelnen Männchen abhängig. Es wurde festgestellt, dass in freier Wildbahn territoriale Echsen in Gefangenschaft eine hierarchische Rangordnung aufbauen.
Andere nicht territorial lebende Echsen haben ein großes Streifgebiet, in dem sie außerhalb der Paarungszeit selten Artgenossen treffen. Nur Steine zum Sonnen werden tagsüber verteidigt.
Männliche Krokodile wie zum Beispiel Alligatoren verteidigen kleine Schlammplätze durch lautes Bellen, das zu den lautesten Geräuschen im Tierreich gehört. Weibliche Krokodile besetzen Reviere zur Verteidigung des Geleges und der Jungtiere, wobei sie diese mehr vor Prädatoren als vor Artgenossen schützen. In Stresssituationen reagieren Krokodile durchaus auch kannibalistisch auf konspezifische Angreifer.
Schildkröten wandern in großen Streifgebieten umher und verteidigen nur selten ein Revier. Markierungen erfolgen durch Urin und Kot, wie beispielsweise bei der Kalifornischen Gopherschildkröte beobachtet wurde. Selten werden Kämpfe um Rückzugsorte, Unterschlupfmöglichkeiten und Nahrung ausgefochten.
Nahezu keine Schlangenarten verhalten sich territorial. Sie haben allerdings ein recht großes Streifgebiet, in dem sie sich dauerhaft aufhalten und das sich auch mit dem Streifgebiet anderer Individuen überlappen kann. Sehr selten wird dieses verteidigt, wie etwa bei der Kreuzotter beobachtet wurden. Nur bei der Königskobra wurde eindeutiges Revierverhalten festgestellt; die von ihr besetzten Gebiete umfassen lediglich die direkte Umgebung des Gelege-Platzes.

### Amphibien
Reviere bei Amphibien umfassen oft Feuchtgebiete, die zum Überleben vieler Amphibien von existenzieller Wichtigkeit sind und vor allem in Trockenzeiten selten und begehrt sind. So verteidigen viele der dauerhaft das Land bewohnenden Salamanderarten kleine schattige und feuchte Gebiete, z. B. unter Steinen oder umgestürzten Baumstämmen, die der Nahrungssuche dienen und nasse Unterschlupfmöglichkeiten für trockene Zeiten bieten. Bei verschiedenen Untersuchungen wurde festgestellt, dass sich Salamander selten mehr als 6 m vom Zentrum ihres zwischen 0,5 und 5 m² großen Territoriums entfernen. Der Rotrücken-Waldsalamander hat beispielsweise ein maximal 4,3 m² großes Revier, bei einer Untersuchung von 1990 befanden sich 91 % aller eingefangenen Tiere weniger als 1 m von ihrem Grundterritorium entfernt.
Salamander markieren ihr Revier durch Duftmarkierungen in Form von Pheromonen oder durch Kotkügelchen. Das Ziel ist es, meist konspezifische Angreifer, aber auch andere Salamander zu vertreiben und paarungsbereite Artgenossen anzulocken. Kommt ein Eindringling zu nahe, zeigt das verteidigende Individuum Drohverhalten, greift ihn jedoch nur sehr selten an.
Bei im adulten Stadium unter der Erde lebenden Salamanderarten werden Höhlen und Tunnel durch Revierverhalten verteidigt, man weiß allerdings nicht, ob diese von anderen Arten übernommen oder selbst gebaut wurden. Auch unter Wasser verteidigen Schwanzlurche, also Salamander und Molche, Bodenflächen oder Objekte wie Steine.
Ob das teilweise kannibalistische Verhalten bei Larven von Schwanzlurchen auf Revierverhalten zurückzuführen ist, ist nicht geklärt.
Auch bei den meisten Froschlurchen tritt Territorialverhalten auf. Während Plätze, die für Lockrufe und die Eiablage geeignet sind, in der Paarungszeit primär von Männchen besetzt werden, verteidigen Weibchen häufig Schlaf- und Unterschlupfmöglichkeiten. Umso besser das verteidigte Gebiet des Männchens gelegen ist, desto höher ist seine Fortpflanzungsrate, da an  zentral gelegenen Plätzen besonders viele Weibchen angeworben werden können. Auch nachdem ein Weibchen angelockt wurde und Eier an der vom Männchen bestimmten Stelle abgelegt hat, verbleibt das Männchen an diesem Ort und beschützt das Gelege bis zum Schlüpfen der jungen Frösche vor Austrocknung, Fressfeinden und kannibalistischen Artgenossen. Außerhalb der Paarungssaison besetzen beide Geschlechter ein Revier in Form eines Unterschlupfes.
Die Territorien werden manchmal nicht dauerhaft besetzt. Das Männchen verteidigt Plätze zur Eiablage etwa nur so lange, bis die Jungtiere geschlüpft sind; Rückzugsorte werden hingegen teils mehrere Jahre bewohnt und verteidigt. Männchen des in Puerto Rico endemischen Coquí beschützen die Gelege-Plätze beispielsweise mindestens 17–26 Tage lang. An diesem Ort verbringen sie 97 % des Tages und 75 % der Nacht. Vom Rückzugsort entfernen sie sich maximal 3–4,5 m weit und klettern auch manchmal auf Bäume, wobei Männchen auch mehrere Unterschlupfmöglichkeiten in unmittelbarer Nähe in Besitz nehmen können.
Die Reviermarkierungen erfolgen meist akustisch durch Lock- oder – falls sich ein Eindringling in unmittelbarer Nähe aufhält – Drohrufe. Hat der Frosch damit keinen Erfolg, wechselt er auch zum offenen Angriff über. Beim Coquí geschieht es häufig, dass Männchen versuchen, Eier von Artgenossen zu fressen. In diesem Fall stürzen sich die verteidigenden Individuen auf den Angreifer und beißen ihn bisweilen bis zu 22 Minuten am Stück. Auch die Rückzugsorte werden teilweise mit offenen Angriffen verteidigt. Dabei spielen Geschlecht und Größe des Eindringlings wohl keine Rolle; dennoch gewannen die Revierinhaber die Kämpfe in 93 % der Fälle, wie eine Untersuchung von 1991 ergab.

### Fische

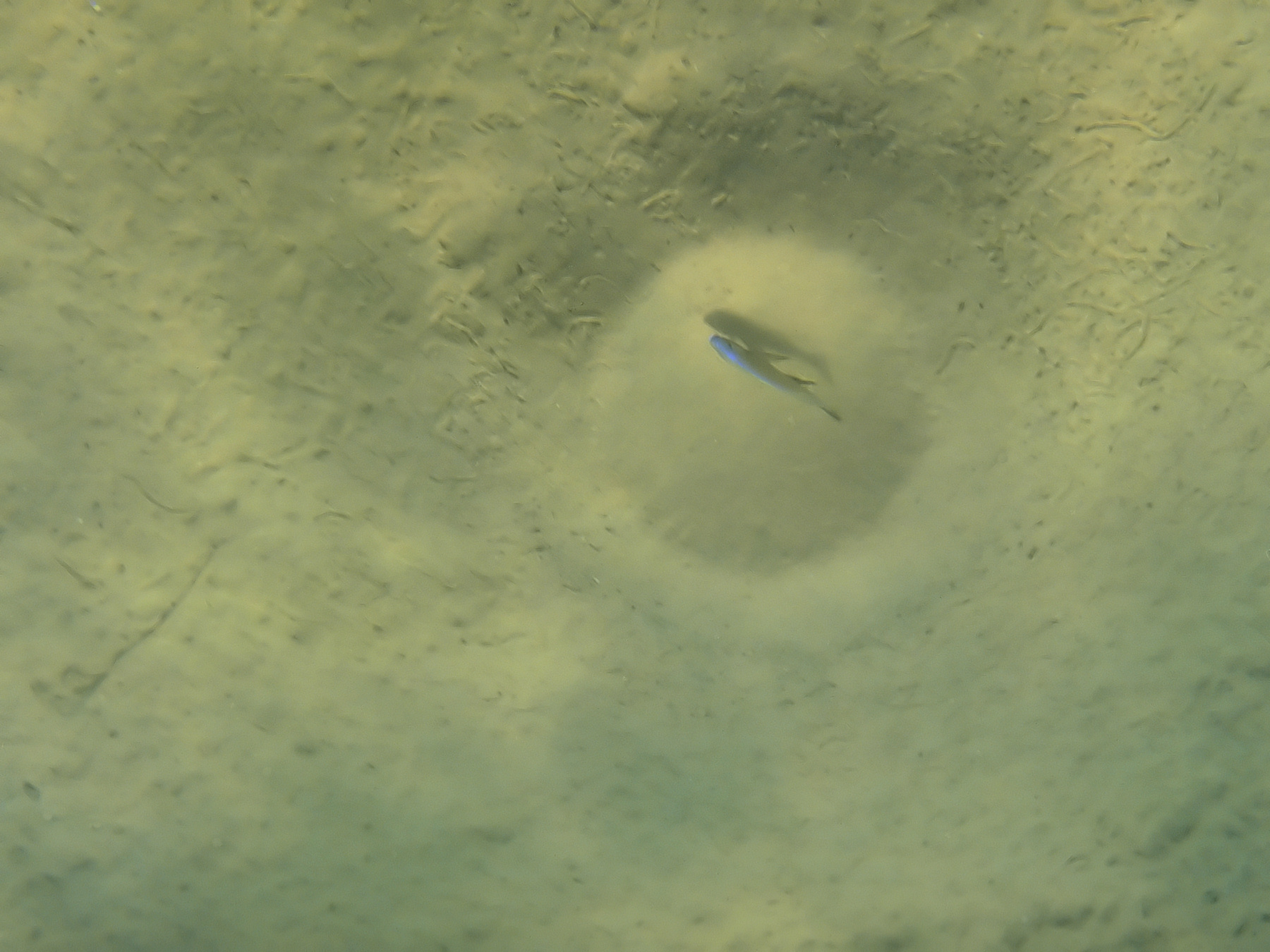
Ein Männchen des Buntbarsches Copadichromis azureus wartet im Zentrum seines kraterähnlichen Sandnestes im Malawisee auf paarungsbereite Weibchen. Nur der unmittelbare Nestbereich wird gegen Konkurrenten verteidigt.

Viele Fische besetzen ein Revier, wie etwa die meisten Buntbarsche. Männchen des Vielgestreiften Schneckenbuntbarsches, der im Tanganjikasee endemisch ist, verteidigen ihr Revier am Grund des Sees vehement gegen andere Männchen. Weibchen hingegen lässt er hingegen in leeren Schneckenhäusern innerhalb seines Territoriums brüten. Umso mehr Schneckenhäuser im Revier vorhanden sind, desto mehr Fortpflanzungsmöglichkeiten bieten sich somit für die Männchen. Doch auch die Weibchen verteidigen ihre Schneckenhäuser gegen andere Weibchen und versuchen, überzählige Weibchen zu vertreiben, solange das Männchen nicht in der Nähe ist. Bei anderen Buntbarscharten stehlen Männchen sogar Schneckenhäuser aus fremden Revieren, um mehr Weibchen anzulocken und beherbergen zu können.

## Territorialverhalten bei Gliederfüßern
Auch bei dem Wirbellosenstamm der Gliederfüßer ist Revierverhalten häufig zu beobachten.

### Insekten
Innerhalb der Insekten wurde Territorialverhalten bei Vertretern der Ordnungen der Libellen, Schaben, Heuschrecken, Schnabelkerfe, Käfer, Hautflügler, Schmetterlinge und Zweiflügler sowohl bei Tieren im Larvenstadium als auch bei adulten Insekten beiderlei Geschlechts beobachtet. Wie bei den meisten anderen Tieren sind jedoch die Revierkämpfe der Männchen untereinander am ausgeprägtesten und daher am besten bekannt. Solche aggressiven Begegnungen haben ihren Ursprung meist in Konkurrenz um die Paarung mit Weibchen. Aber auch interspezifische Auseinandersetzungen sind bekannt, z. B. zwischen Fliegen und Bienen.

### Spinnentiere
Bei den Webspinnen wird meist nur das Spinnennetz verteidigt.

### Krebstiere
Auch bei manchen Krebstieren ist Territorialverhalten zu erkennen. Die Rennkrabbe Ocypode saratan markiert ihr Revier beispielsweise in sichtbarer Form durch das Aufschütten kleiner Sandhaufen.

## „Revierverhalten“ beim Menschen
Das Wort „Revierverhalten“ wird auch benutzt, um Verhaltensmuster beim Menschen zu beschreiben, teilweise in sarkastischer Weise. Aber auch wissenschaftlich betrachtet gehört das Territorialverhalten zu den grundlegenden Mechanismen des Sozialverhaltens beim Menschen.